# Siobhan Fahey
Siobhan Máire Deirdre Fahey (/ʃəˈvɔːn ˈfɑːhi/ shə-VAWN FAH-hee; nacida el 10 de septiembre de 1958) es una cantante y música irlandesa, cuyo registro vocal es un contralto ligero. Fue miembro fundador del grupo femenino británico-irlandés de los años ochenta Bananarama, que tuvo varios éxitos en el top 10, incluyendo el número uno en Estados Unidos "Venus". Más tarde, formó el grupo musical Shakespears Sister, ganador de un premio Brit y un premio Ivor Novello, que obtuvo un número uno en el Reino Unido con la canción "Stay" en 1992. Fahey se unió a los otros miembros originales de Bananarama para una gira por el Reino Unido en 2017, y más tarde, en 2018, una gira por Norteamérica y Europa.
Fahey hizo un curso de periodismo de moda en el London College of Fashion, donde conoció a Sarah Dallin en 1980. Junto con Keren Woodward, fundaron Bananarama, y grabaron su primera maqueta, Aie a Mwana, en 1981. A continuación, Bananarama colaboró con el trío vocal masculino Fun Boy Three, con el que lanzó dos singles que alcanzaron el top 5 a principios de 1982, antes de conseguir su propio éxito en el top 5 con "Shy Boy" ese mismo año. Fahey, junto con Dallin y Woodward, coescribió muchos de los éxitos del grupo, como "Cruel Summer", "Robert De Niro's Waiting...", "I Heard a Rumour" y "Love in the First Degree".